# Mayetiola thujae
Mayetiola thujae är en tvåvingeart som först beskrevs av Hedlin 1959.  Mayetiola thujae ingår i släktet Mayetiola och familjen gallmyggor.
Artens utbredningsområde är British Columbia. Inga underarter finns listade i Catalogue of Life.